# Sweat house von Legeelen

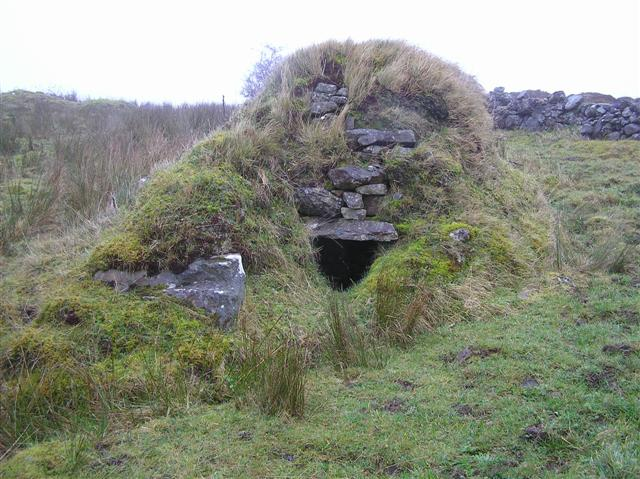
Sweat house von Legeelen

Das Sweat house von Legeelen (Legeelan, irisch Log Fhaoileann) im County Cavan in Irland ist eine archäologische Stätte. Sie besteht aus einer winzigen steinernen Struktur, in Form eines Kraggewölbebaus aus Trockenmauerwerk die als Teach allais oder Schweißhaus (dt. eher Schwitzhütte, im Sinne von Sauna) bekannt ist. 
Sweathouses sind in der Regel schwer zu erkennen Das Sweat house von Legeelen bildet da eine Ausnahme. Es liegt an der Straße nach Moneycashel, etwa 5,0 km südlich von Blacklion (im äußersten Norden von Cavan) deutlich sichtbar an einem Hang, etwa 40 Meter von der Straße hinter einigen verlassenen landwirtschaftlichen Gebäuden.
Es gibt auch mehrere Duns in Moneygashel.

## Kontext
Irische Sweathouses (halbwegs erhalten sind nur 16) setzen entweder eine prähistorische Tradition des Einatmens von bewusstseinsverändernden Drogen fort oder sie hatten die Funktion von Saunen. Als ein Mittel zur Erweiterung des Bewusstseins werden die auf der Insel vorkommenden „Magic Mushrooms“ angesehen, das sind Psilocybin enthaltende Pilze wie die Spitzkegeligen Kahlköpfe (Psilocybe semilanceata).